# ГЕС Даньцзянкоу
ГЕС Даньцзянкоу (кит.: 丹江口水电站) — гідроелектростанція у центральній частині Китаю в провінції Хубей. Знаходячись після ГЕС Hànjiānggūshān, входить до складу каскаду на річці Ханьшуй, великій лівій притоці Янцзи.
У межах проекту річку перекрили комбінованою греблею загальною довжиною 2468 метрів, яка включає бічні насипні ділянки та центральну бетонну гравітаційну споруду висотою 97 метрів та довжиною 1141 метр. Гребля утримує велике водосховище з об'ємом 17,5 млрд м3 (корисний об'єм 10,2 млрд м3) та припустимим коливанням рівня поверхні у операційному режимі між позначками 139 та 157 метрів НРМ (під час повені рівень може зростати до 161,3 метра НРМ, а об'єм — до 21 млрд м3).
Через шість водоводів з діаметром по 7,5 метра ресурс зі сховища надходить до пригреблевого машинного залу. Тут встановили шість турбін типу Френсіс HL220-LJ-550 потужністю по 150 МВт, які використовують напір від 57 до 82 (номінальний напір 64 метри) та забезпечують виробництво 3830 млн кВт-год електроенергії на рік.
Видача продукції відбувається по ЛЕП, розрахованих на роботу під напругою 220 кВ та 110 кВ.